# علم و فناوری در ژاپن

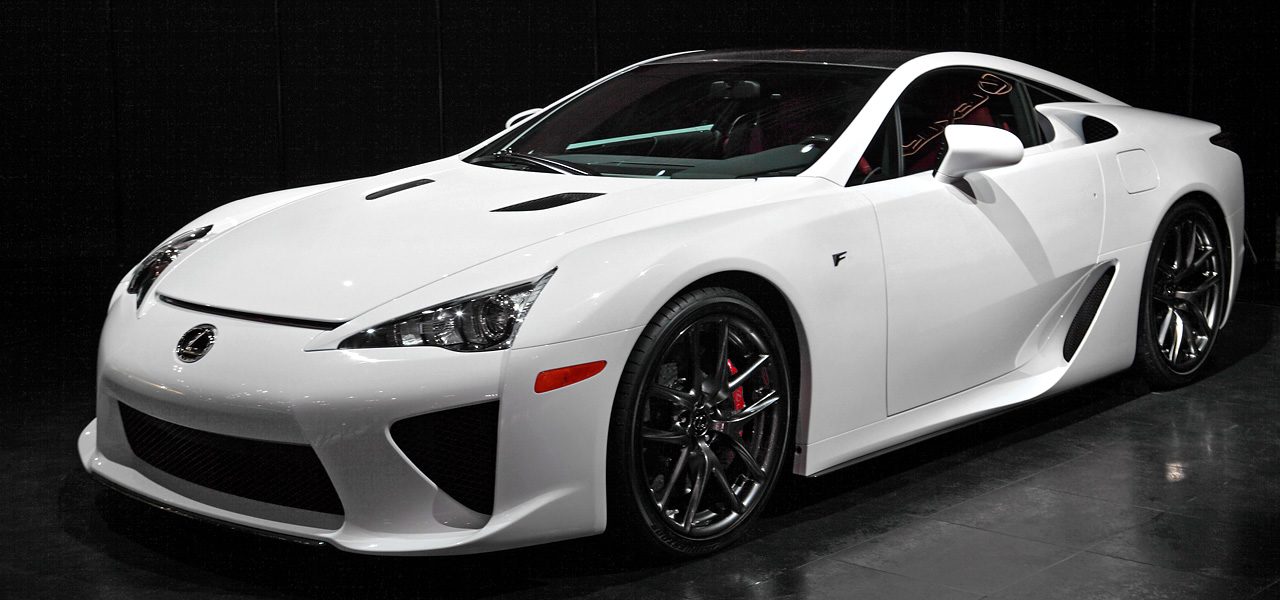
لکسوس ال‌اف‌ای

علم و فناوری در ژاپن به توسعه صنعتی و اقتصادی سریع این کشور کمک کرده است. ژاپن سنت و تاریخی طولانی در تحقیق و توسعه علمی دارد که به دوره میجی بازمی‌گردد.
سطوح بالای حمایت از تحقیق و توسعه ژاپن را قادر ساخته است تا پیشرفت‌هایی در موتور خودرو، تلویزیون، فناوری نمایش، بازی‌های ویدئویی، ساعت‌های اتمی و بسیاری زمینه‌های دیگر ایجاد کند. ژاپن همچنین در زمینه رباتیک، علوم طبیعی، کاوش هوافضا و رمینه‌های پژوهش زیست‌پزشکی پیشرفته و پیشرو در جهان است. در سال ۲۰۲۳، ژاپن در شاخص نوآوری جهانیِ سازمان جهانی مالکیت فکری رتبه سیزدهم را کسب کرد.